# لئوناردو پیمنتا
لئوناردو پیمنتا (LEO PIMENTA) زاده ۱۸ نوامبر ۱۹۸۲ در برزیل فوتبالیست فعال در لیگ برتر فوتبال ایران بود که سابقه بازی در تیم‌های تراکتور ایران، گسترش فولاد و صنعت نفت آبادان را در کارنامه حرفه ای خود دارا می‌باشد.